# Большой Пензер
Большой Пензер — река в России, протекает по Томской области. Устье реки находится в 14 км по левому берегу реки Бундюр. Длина реки составляет 60 км, площадь водосборного бассейна 560 км². Высота устья — 80 м над уровнем моря.

## Данные водного реестра
По данным государственного водного реестра России относится к Верхнеобскому бассейновому округу, водохозяйственный участок реки — Обь от впадения реки Чулым до впадения реки Кеть, речной подбассейн реки — Чулым. Речной бассейн реки — (Верхняя) Обь до впадения Иртыша.